# Ханс-Дитер Флик
Ханс-Дитер (Ханси) Флик (на немски: Hans-Dieter „Hansi“ Flick) е германски футболист, треньор.

## Клубна кариера
Дебютира през 1983 г. в тима на Зандхаузен в Трета лига. По това време Флик желае да стане банкер и играе футбол само на любителско ниво, дори отказва оферта на Щутгарт. През 1985 г. обаче е привлечен в Байерн Мюнхен. Флик е по-често използван като смяна на титулярите в средата на терена Лотар Матеус и Михаел Румениге. През 1987 г., когато Юп Хайнкес поема „баварците“ Флик получава повече шанс за изява. Играе и във финала за КЕШ, загубен от Порто с 1:2. С Байерн печели 4 пъти титлата на Германия и Купата на Германия през сезон 1985/86.
През 1990 г. преминава в Кьолн. Записва 44 двубоя, но е преследван от чести контузии. През 1993 г. слага край на кариерата си поради травма в коляното. Все пак през 1994 г. преминава в аматьорския Баментал.

## Треньорска кариера
През 1996 г. става играещ треньор на Баментал и остава там до 2000 г. След това поема Хофенхайм и класира отбора в Трета лига. В продължение на 5 сезона обаче не успява да класира тима във Втора Бундеслига и през ноември 2005 г. напуска поста си. След това е помощник-треньор в Ред Бул Залцбург.
През август 2006 г. става помощник на Йоахим Льов в националния отбор на Германия. Участва на две световни и две европейски първенства. В 1/4-финала на Евро 2008 срещу Португалия Льов изтърпява наказание и Флик води отбора в срещата. През 2014 г. става световен шампион с Бундестима. След световното първенство в Бразилия става спортен директор на Германската футболна федерация. В периода 2017 – 2018 г. е спортен директор на Хофенхайм.
През юли 2019 г. става помощник-треньор на Нико Ковач в Байерн Мюнхен. След като Ковач бива уволнен, Флик става временен треньор на Байерн. След значителното подобрение в играта на тима е назначен за постоянно и в първия си сезон начело на Байерн печели требъл – Бундеслигата, Купата на Германия и Шампионската лига.
От 2024г. е назначен за треньор на Барселона.

## Успехи

### Като футболист
- Бундеслига – 1984/85, 1986/87, 1988/89, 1989/90
- Купа на Германия – 1985/86

### Като треньор
- Бундеслига – 2019/20, 2020/21
- Купа на Германия – 2019/20
- Шампионска лига – 2019/20
- Суперкупа на УЕФА – 2020
- Суперкупа на Германия – 2020
- Световно клубно първенство – 2021
- Суперкупа на Испания – 2025
- Купа на краля – 2025